# Jaderná elektrárna Koeberg
Jaderná elektrárna Koeberg je jedinou jadernou elektrárnou v Jihoafrické republice i v celé Africe. Leží v nejjižnější provincii Západní Kapsko, nedaleko Kapského Města na západním pobřeží Jihoafrické republiky. Její dva reaktory jsou prvním krokem v ambiciózním jihoafrickém jaderném programu. Tuto elektrárnu provozuje jediný dodavatel elektrické energie v zemi Eskom.

## Historie a technické informace
Výstavba elektrárny byla započata v roce 1976. První blok byl spuštěn 4. dubna 1984 a druhý 25. května 1985. 19. prosince 1982 během výstavby elektrárny byl spáchán Umkhonto we Sizwe, ozbrojeným křídlem ANC, bombový teroristický útok. Škoda byla odhadnuta na 500 milionů randů a uvedení elektrárny do provozu bylo odloženo o 18 měsíců.
Na přelomu let 2005 a 2006 došlo v elektrárně k několika haváriím, jejichž důsledkem byly výpadky proudu v téměř celé provincii. V září 2010 byla u 91 pracovníků elektrárny zjištěna kontaminace kobaltem 58. V důsledku těchto problémů došlo k velkým finančním ztrátám.
Elektrárna disponuje dvěma bloky vybavených tlakovodním uranovým reaktorem (PWR) od francouzské firmy Framatome. Elektrický výkon jednoho bloku je 900 MW (dohromady tedy 1800 MW). Elektrárna ročně dodává do sítě asi 13 660 GWh elektrické energie, pokrývá tak asi 6 % spotřeby elektrické energie v zemi. Ke chlazení reaktorů je díky poloze na pobřeží využívána voda z Atlantského oceánu. Díky tomu je tato elektrárna mnohem šetrnější k životnímu prostředí, protože spotřebovává minimum pitné vody. Odpad s nízkou a střední aktivitou je odvážen po silnici 600 km do úložiště Vaalputs v poušti Kalahari. Zajímavostí je, že okolí elektrárny je přírodní rezervací.

## Informace o reaktorech
| Reaktor   | Typ reaktoru         | Výkon  | Výkon  | Zahájení výstavby | Připojení k síti | Uvedení do provozu | Uzavření |
| Reaktor   | Typ reaktoru         | Čistý  | Hrubý  | Zahájení výstavby | Připojení k síti | Uvedení do provozu | Uzavření |
| --------- | -------------------- | ------ | ------ | ----------------- | ---------------- | ------------------ | -------- |
| Koeberg–1 | Framatome M310 - CP1 | 924 MW | 964 MW | 1. 7. 1976        | 4. 4. 1984       | 21. 7. 1984        |          |
| Koeberg–2 | Framatome M310 - CP1 | 930 MW | 970 MW | 1. 7. 1976        | 25. 7. 1985      | 9. 11. 1985        |          |